# Running to Stand Still (Desperate Housewives)
Running to Stand Still (en español "correr para quedarse quieto") es el sexto episodio de la primera temporada de la serie de televisión Desperate Housewives, de la ABC. El episodio fue escrito por Tracey Stern y dirigido por Fred Gerber. La primera emisión fue el domingo 5 de noviembre de 2004.

## Coprotagonistas
- Brent Kinsman como Preston Scavo.
- Shane Kinsman como Porter Scavo.
- Pat Crawford Brown como Ida Greenberg.
- Paul Denniston como camarero.
- Cindy Lu como enfermera.
- Kathy McGraw como recepcionista.